# SpaceX CRS-29
SpaceX CRS-29, znana również jako SpX-29, to dziewiąta misja bezzałogowa SpaceX na Międzynarodową Stację Kosmiczną w ramach drugiej fazy kontraktu Commercial Resupply Service, która została wystrzelona 10 listopada 2023 roku. Misja została zakontraktowana przez NASA i została wykonana przez SpaceX przy użyciu statku Dragon C211. 

## Przebieg misji
NASA wraz z SpaceX pierwotnie planowały wystrzelenie misji SpaceX CRS-29 nie wcześniej niż o godzinie 03:01 UTC w niedzielę 6 listopada 2024 roku. Przesunięcie daty startu było skutkiem przebywania na stanowisku startowym LC-39A rakiety Falcon Heavy wraz z sondą Psyche, która wystartowała 13 października 2023 roku. Rakieta Falcon 9 wraz ze statkiem kosmicznym Dragon C211 wystartowała 10 listopada 2023 roku o godzinie 01:28 UTC z kompleksu startowego 39A. Dzień później statek Dragon C211 zadokował do modułu Harmony.

## Ładunek
NASA zakontraktowała misję CRS-30 i w związku z tym określiła główny ładunek, który musiał zostać przetransportowany na pokład Międzynarodowej Stacji Kosmicznej.
Misja SpaceX CRS-29 przetransportowała ponad 2950 kilogramów ładunku na Międzynarodową Stację Kosmiczną.
- Eksperymenty naukowe: ~1012 kilogramów
- Osprzęt pojazdu: ~491 kilogramów
- Zapasy dla załogi: ~681 kilogramów
- Sprzęt do spacerów kosmicznych: ~48 kilogramów
- Zasoby komputerowe: ~46 kilogramów